# Рогівська ділянка
Ро́гівська діля́нка — ботанічна пам'ятка природи місцевого значення в Україні. Розташована в межах Козівської селищної громади Тернопільського району Тернопільської області, за 2 км на північний захід від села Криве Козівської селищної громади Тернопільського району Тернопільської області, на пологому кам'янистому схилі південно-західної експозиції, біля лісового урочища «Криве».
Площа — 3,3 га. Оголошена об'єктом природно-заповідного фонду рішенням виконкому Тернопільської обласної ради № 189 від 30 серпня 1990 року, зі змінами, затвердженими рішенням Тернопільської обласної ради № 238 від 27 квітня 2001 року. Перебуває у віданні Кривенської сільради.
Під охороною — лучно-степові фітоценози, види, внесені до Переліку рідкісних і таких, що перебувають під загрозою зникнення, видів рослинного світу на території Тернопільської області. Місце оселення корисної ентомофауни.